# Чреншовци
Чреншовци (словен. Črenšovci) је насеље и управно средиште истоимене општине Чреншовци, која припада Помурској регији у Републици Словенији.
По попису становништва из 2011. године, насеље Чреншовци имало је 1.178 становника.